# Буров (коммуна)

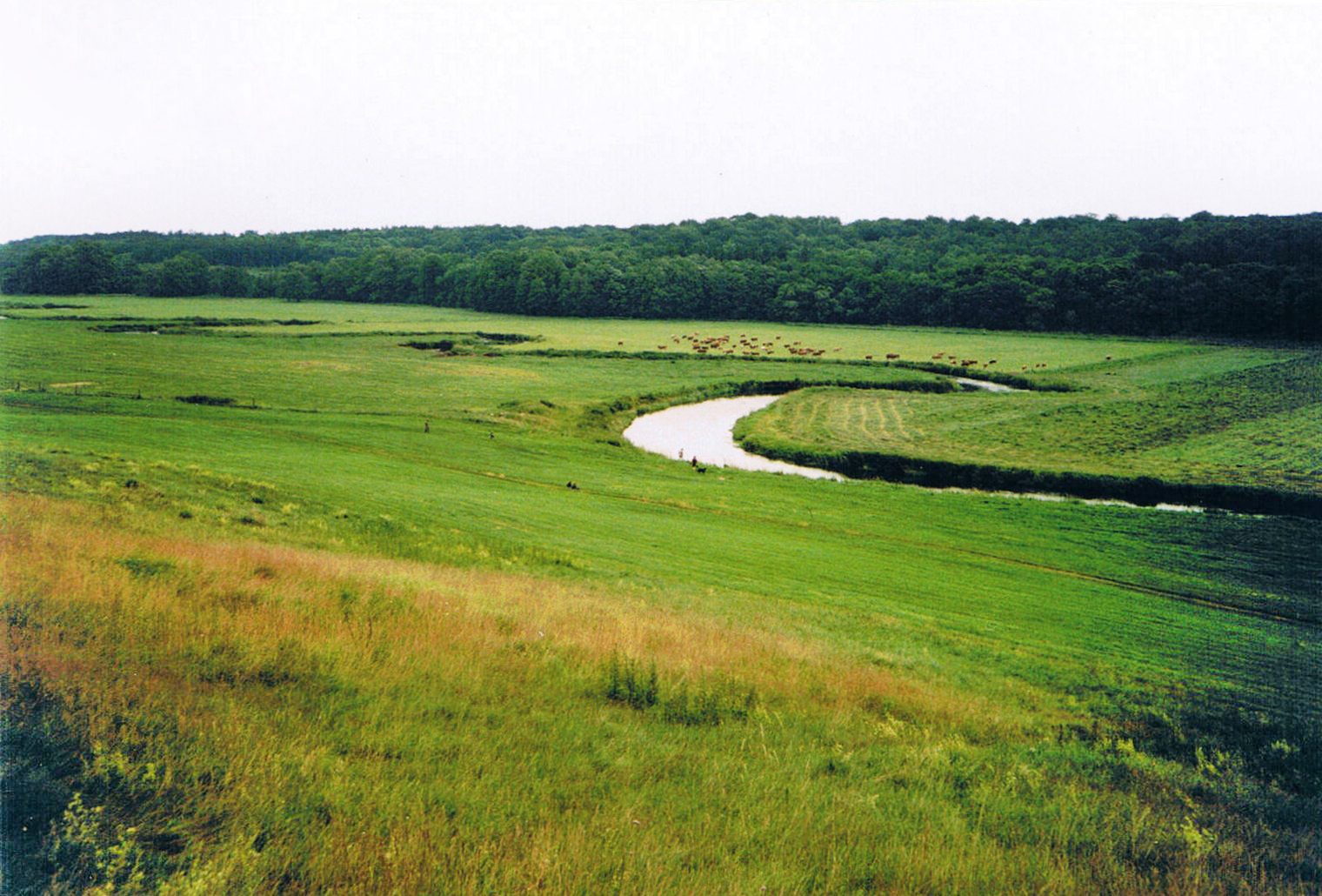
Река Толлензе (Долен) вблизи Бурова

Буров (нем. Burow) — коммуна в Германии, в земле Мекленбург-Передняя Померания.
Входит в состав района Деммин. Подчиняется управлению Трептовер Толлензевинкель. Население составляет 1064 человека (на 31 декабря 2010 года). Занимает площадь 17,33 км².
Коммуна подразделяется на 3 сельских округа.